# ریم آرهاما

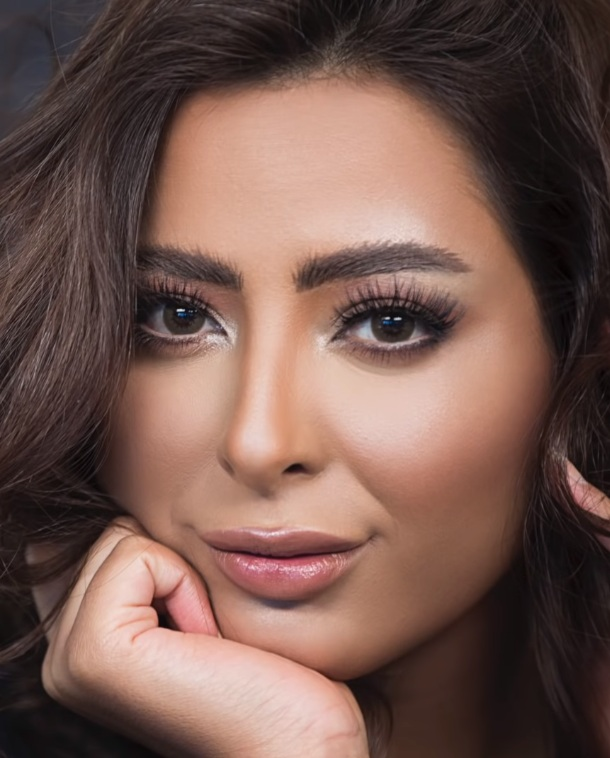

ریم آرهاما (زاده ۷ دسامبر ۱۹۸۶) هنرپیشه بحرینی است. در سال ۱۹۹۵ در سنین جوانی در سریال حزاوی الدر وارد عرصه هنری شد اما تا سال ۲۰۰۵ و برای ایفای نقش در نمایشنامه «پیام زیر آب» به بازیگری ادامه نداد. از ریگر آثار ریم می‌توان به بازی در فصل سوم سریال Saher the night در کویت اشاره کرد.